# ويليام بي. براينت
ويليام بي. براينت (بالإنجليزية: William B. Bryant)‏ هو قاضي ومحامي أمريكي، ولد في 18 سبتمبر 1911 في ويتومبكا في الولايات المتحدة، وتوفي في 13 نوفمبر 2005 في واشنطن العاصمة في الولايات المتحدة.